# 奧利弗鬚鰻
奧利弗鬚鰻為輻鰭魚綱鰻鱺目糯鰻亞目蛇鰻科的其中一種，分布於中西太平洋的菲律賓海域，體長可達23公分，棲息於底層水域，屬肉食性，生活習性不明。

## 擴展閱讀
維基物種上的相關：奧利弗鬚鰻